# Mistrovství světa juniorů v orientačním běhu 2004
15. Mistrovství světa juniorů v orientačním běhu proběhlo v Polsku ve dnech 5. až 11. července 2004. Centrum závodů JMS bylo ve městě Gdaňsk ležící v Pomoří na řece Visle na břehu Baltského moře u Gdaňského zálivu.

## Závod na krátké trati (Middle)

### Výsledky závodu na krátké trati (Middle)
| Muži                                                                               | Muži                                                                               | Muži                                                                               | Muži                                                                               | Muži                                                                               | Ženy                                                                               | Ženy                                                                               | Ženy                                                                               | Ženy                                                                               | Ženy                                                                               |
| ---------------------------------------------------------------------------------- | ---------------------------------------------------------------------------------- | ---------------------------------------------------------------------------------- | ---------------------------------------------------------------------------------- | ---------------------------------------------------------------------------------- | ---------------------------------------------------------------------------------- | ---------------------------------------------------------------------------------- | ---------------------------------------------------------------------------------- | ---------------------------------------------------------------------------------- | ---------------------------------------------------------------------------------- |
| - Traťové parametry: 4,6 km, 14 kontrol, ? m převýšení. - Mapa: ? 1:10 000 E= 2,5m | - Traťové parametry: 4,6 km, 14 kontrol, ? m převýšení. - Mapa: ? 1:10 000 E= 2,5m | - Traťové parametry: 4,6 km, 14 kontrol, ? m převýšení. - Mapa: ? 1:10 000 E= 2,5m | - Traťové parametry: 4,6 km, 14 kontrol, ? m převýšení. - Mapa: ? 1:10 000 E= 2,5m | - Traťové parametry: 4,6 km, 14 kontrol, ? m převýšení. - Mapa: ? 1:10 000 E= 2,5m | - Traťové parametry: 4,1 km, 12 kontrol, ? m převýšení. - Mapa: ? 1:10 000 E= 2,5m | - Traťové parametry: 4,1 km, 12 kontrol, ? m převýšení. - Mapa: ? 1:10 000 E= 2,5m | - Traťové parametry: 4,1 km, 12 kontrol, ? m převýšení. - Mapa: ? 1:10 000 E= 2,5m | - Traťové parametry: 4,1 km, 12 kontrol, ? m převýšení. - Mapa: ? 1:10 000 E= 2,5m | - Traťové parametry: 4,1 km, 12 kontrol, ? m převýšení. - Mapa: ? 1:10 000 E= 2,5m |
| Umístění                                                                           | Země                                                                               | Jméno                                                                              | Čas                                                                                | Ztráta                                                                             | Umístění                                                                           | Země                                                                               | Jméno                                                                              | Čas                                                                                | Ztráta                                                                             |
|                                                                                    | Norsko                                                                             | Nilsen Audun Bjerkreim                                                             | 0:27:09                                                                            |                                                                                    |                                                                                    | Švédsko                                                                            | Helena Janssonová                                                                  | 0:28:59                                                                            |                                                                                    |
|                                                                                    | Švýcarsko                                                                          | Matthias Merz                                                                      | 0:27:34                                                                            | + 0:00:25                                                                          |                                                                                    | Česko                                                                              | Radka Brožková                                                                     | 0:30:08                                                                            | + 0:01:09                                                                          |
|                                                                                    | Litva                                                                              | Simonas Krėpšta                                                                    | 0:27:42                                                                            | + 0:00:33                                                                          |                                                                                    | Finsko                                                                             | Anni-Maija Finckeová                                                               | 0:30:30                                                                            | + 0:01:31                                                                          |
| 4                                                                                  | Švédsko                                                                            | Martin Johansson                                                                   | 0:28:04                                                                            | + 0:00:55                                                                          | 4                                                                                  | Spojené království                                                                 | Alison O Neilová                                                                   | 0:30:42                                                                            | + 0:01:43                                                                          |
| 5                                                                                  | Finsko                                                                             | Topi Anjala                                                                        | 0:28:56                                                                            | + 0:01:47                                                                          | 5                                                                                  | Norsko                                                                             | Jorid Flatekvalová                                                                 | 0:31:24                                                                            | + 0:02:25                                                                          |
| 6                                                                                  | Maďarsko                                                                           | Csaba Gösswein                                                                     | 0:29:04                                                                            | + 0:01:55                                                                          | 6                                                                                  | Švýcarsko                                                                          | Noemi Cernyová                                                                     | 0:31:51                                                                            | + 0:02:52                                                                          |

## Závod na klasické trati (Long)

### Výsledky závodu na klasické trati (Long)
| Muži                                                                              | Muži                                                                              | Muži                                                                              | Muži                                                                              | Muži                                                                              | Ženy                                                                             | Ženy                                                                             | Ženy                                                                             | Ženy                                                                             | Ženy                                                                             |
| --------------------------------------------------------------------------------- | --------------------------------------------------------------------------------- | --------------------------------------------------------------------------------- | --------------------------------------------------------------------------------- | --------------------------------------------------------------------------------- | -------------------------------------------------------------------------------- | -------------------------------------------------------------------------------- | -------------------------------------------------------------------------------- | -------------------------------------------------------------------------------- | -------------------------------------------------------------------------------- |
| - Traťové parametry: 11,5 km, 21 kontrol, ? m převýšení. - Mapa: ? 1:15 000 E= 5m | - Traťové parametry: 11,5 km, 21 kontrol, ? m převýšení. - Mapa: ? 1:15 000 E= 5m | - Traťové parametry: 11,5 km, 21 kontrol, ? m převýšení. - Mapa: ? 1:15 000 E= 5m | - Traťové parametry: 11,5 km, 21 kontrol, ? m převýšení. - Mapa: ? 1:15 000 E= 5m | - Traťové parametry: 11,5 km, 21 kontrol, ? m převýšení. - Mapa: ? 1:15 000 E= 5m | - Traťové parametry: 8,1 km, 17 kontrol, ? m převýšení. - Mapa: ? 1:15 000 E= 5m | - Traťové parametry: 8,1 km, 17 kontrol, ? m převýšení. - Mapa: ? 1:15 000 E= 5m | - Traťové parametry: 8,1 km, 17 kontrol, ? m převýšení. - Mapa: ? 1:15 000 E= 5m | - Traťové parametry: 8,1 km, 17 kontrol, ? m převýšení. - Mapa: ? 1:15 000 E= 5m | - Traťové parametry: 8,1 km, 17 kontrol, ? m převýšení. - Mapa: ? 1:15 000 E= 5m |
| Umístění                                                                          | Země                                                                              | Jméno                                                                             | Čas                                                                               | Ztráta                                                                            | Umístění                                                                         | Země                                                                             | Jméno                                                                            | Čas                                                                              | Ztráta                                                                           |
|                                                                                   | Švýcarsko                                                                         | Matthias Merz                                                                     | 1:12:19                                                                           |                                                                                   |                                                                                  | Finsko                                                                           | Silja Tarvonenová                                                                | 0:59:51                                                                          |                                                                                  |
|                                                                                   | Švédsko                                                                           | Martin Johansson                                                                  | 1:12:20                                                                           | + 0:00:01                                                                         |                                                                                  | Švýcarsko                                                                        | Seline Stalderová                                                                | 1:01:48                                                                          | + 0:01:57                                                                        |
|                                                                                   | Litva                                                                             | Simonas Krėpšta                                                                   | 1:12:29                                                                           | + 0:00:10                                                                         |                                                                                  | Spojené království                                                               | Alison O Neilová                                                                 | 1:02:22                                                                          | + 0:02:31                                                                        |
| 4                                                                                 | Česko                                                                             | Jan Procházka                                                                     | 1:12:41                                                                           | + 0:00:22                                                                         | 4                                                                                | Česko                                                                            | Jana Panchártková                                                                | 1:03:13                                                                          | + 0:03:22                                                                        |
| 5                                                                                 | Švédsko                                                                           | Mattias Millinger                                                                 | 1:13:45                                                                           | + 0:01:26                                                                         | 5                                                                                | Norsko                                                                           | Jorid Flatekvalová                                                               | 1:03:52                                                                          | + 0:04:01                                                                        |
| 6                                                                                 | Norsko                                                                            | Øystein Sørensen                                                                  | 1:14:07                                                                           | + 0:01:48                                                                         | 6                                                                                | Švédsko                                                                          | Helena Janssonová                                                                | 1:04:48                                                                          | + 0:04:57                                                                        |

## Štafetový závod

### Výsledky štafetového závodu
| Muži                                                                             | Muži                                                                             | Muži                                                                             | Muži                                                                             | Muži                                                                             | Ženy                                                                     | Ženy                                                                     | Ženy                                                                     | Ženy                                                                     | Ženy                                                                     |
| -------------------------------------------------------------------------------- | -------------------------------------------------------------------------------- | -------------------------------------------------------------------------------- | -------------------------------------------------------------------------------- | -------------------------------------------------------------------------------- | ------------------------------------------------------------------------ | ------------------------------------------------------------------------ | ------------------------------------------------------------------------ | ------------------------------------------------------------------------ | ------------------------------------------------------------------------ |
| - Traťové parametry : 7,4 km, 17 kontrol, ? m převýšení - Mapa: ? 1:15 000 E= 5m | - Traťové parametry : 7,4 km, 17 kontrol, ? m převýšení - Mapa: ? 1:15 000 E= 5m | - Traťové parametry : 7,4 km, 17 kontrol, ? m převýšení - Mapa: ? 1:15 000 E= 5m | - Traťové parametry : 7,4 km, 17 kontrol, ? m převýšení - Mapa: ? 1:15 000 E= 5m | - Traťové parametry : 7,4 km, 17 kontrol, ? m převýšení - Mapa: ? 1:15 000 E= 5m | - Parametry : 4,9 km, 13 kontrol, ? m převýšení - Mapa: ? 1:15 000 E= 5m | - Parametry : 4,9 km, 13 kontrol, ? m převýšení - Mapa: ? 1:15 000 E= 5m | - Parametry : 4,9 km, 13 kontrol, ? m převýšení - Mapa: ? 1:15 000 E= 5m | - Parametry : 4,9 km, 13 kontrol, ? m převýšení - Mapa: ? 1:15 000 E= 5m | - Parametry : 4,9 km, 13 kontrol, ? m převýšení - Mapa: ? 1:15 000 E= 5m |
| Umístění                                                                         | Země                                                                             | Jméno                                                                            | Čas                                                                              | Ztráta                                                                           | Umístění                                                                 | Země                                                                     | Jméno                                                                    | Čas                                                                      | Ztráta                                                                   |
|                                                                                  | Švédsko                                                                          | Johan Lindahl Mattias Millinger Martin Johansson                                 | 2:08:25                                                                          |                                                                                  |                                                                          | Švédsko                                                                  | Skantze Elinová Anna Humlaröd Perssonová Helena Janssonová               | 1:51:43                                                                  |                                                                          |
|                                                                                  | Česko                                                                            | Jan Palas Jan Šedivý Jan Procházka                                               | 2:11:07                                                                          | + 0:02:42                                                                        |                                                                          | Finsko                                                                   | Anni Maija Finckeová Heini Wennmanová Silja Tarvonenová                  | 1:53:41                                                                  | + 0:01:58                                                                |
|                                                                                  | Švýcarsko                                                                        | Andreas Rüedlinger Fabian Hertner Matthias Merz                                  | 2:12:40                                                                          | + 0:04:15                                                                        |                                                                          | Norsko                                                                   | Elise Egsethová Nilsen Betty Ann Bjerkreimová Jorid Flatekvalová         | 1:54:16                                                                  | + 0:02:33                                                                |
| 4                                                                                | Lotyšsko                                                                         | Edgars Bertuks Artis Jansons Kristaps Jaudzems                                   | 2:13:26                                                                          | + 0:05:01                                                                        | 4                                                                        | Česko                                                                    | Radka Brožková Veronika Krčálová Jana Panchártková                       | 1:58:29                                                                  | + 0:06:46                                                                |
| 5                                                                                | Norsko                                                                           | Anders Arnesen Tiltnes Øystein Sørensen Nilsen Audun Bjerkreim                   | 2:14:26                                                                          | + 0:06:01                                                                        | 5                                                                        | Švýcarsko                                                                | Ines Brodmannová Noemi Cernyová Seline Stalderová                        | 2:00:26                                                                  | + 0:08:43                                                                |
| 6                                                                                | Rusko                                                                            | Ilia Belov Vasili Leksin Yuri Masnyi                                             | 2:15:21                                                                          | + 0:06:56                                                                        | 6                                                                        | Lotyšsko                                                                 | Una Bērziņaová Kristīne Kokinaová Inga Priedīteová                       | 2:01:07                                                                  | + 0:09:24                                                                |

## Česká juniorská reprezentace na JMS
| Muži                       | Muži                       | Muži                       | Muži                       | Ženy                        | Ženy                        | Ženy                        | Ženy                        |
| -------------------------- | -------------------------- | -------------------------- | -------------------------- | --------------------------- | --------------------------- | --------------------------- | --------------------------- |
| - Umístění českých juniorů | - Umístění českých juniorů | - Umístění českých juniorů | - Umístění českých juniorů | - Umístění českých juniorek | - Umístění českých juniorek | - Umístění českých juniorek | - Umístění českých juniorek |
| Jméno                      | Middle                     | Long                       | Štafety                    | Jméno                       | Middle                      | Long                        | Štafety                     |
| Jan Palas                  | 16. místo                  | 52. místo                  | 2. místo                   | Michaela Przyczková         | WB1. místo                  | 98. místo                   | x                           |
| Jan Procházka              | 18. místo                  | 4. místo                   | 2. místo                   | Radka Brožková              | 2. místo                    | 81. místo                   | 4. místo                    |
| Jan Šedivý                 | 30. místo                  | 9. místo                   | 2. místo                   | Veronika Krčálová           | 16. místo                   | 16. místo                   | 4. místo                    |
| Zdenek Rajnošek            | 40. místo                  | 27. místo                  | x                          | Kristýna Kovářová           | 56. místo                   | 19. místo                   | x                           |
| Václav Komanec             | DSQ                        | x                          | x                          | Jana Panchártková           | 20. místo                   | 4. místo                    | 4. místo                    |
| Jakub Háj                  | DSQ                        | 35. místo                  | x                          | Martina Tichovská           | 47. místo                   | 31. místo                   | x                           |

## Medailová klasifikace podle zemí
| Medailová klasifikace podle zemí | Medailová klasifikace podle zemí | Medailová klasifikace podle zemí | Medailová klasifikace podle zemí | Medailová klasifikace podle zemí | Medailová klasifikace podle zemí |
| Umístění                         | Země                             | Zlato                            | Stříbro                          | Bronz                            | Součet                           |
| -------------------------------- | -------------------------------- | -------------------------------- | -------------------------------- | -------------------------------- | -------------------------------- |
| 1.                               | Švédsko                          | 3                                | 1                                | -                                | 4                                |
| 2.                               | Švýcarsko                        | 1                                | 2                                | 1                                | 4                                |
| 3.                               | Finsko                           | 1                                | 1                                | 1                                | 3                                |
| 4.                               | Norsko                           | 1                                | -                                | 1                                | 2                                |
| 5.                               | Česko                            | -                                | 2                                | -                                | 2                                |
| 6.                               | Litva                            | -                                | -                                | 2                                | 2                                |
| 7.                               | Spojené království               | -                                | -                                | 1                                | 1                                |